# General feldmareșal

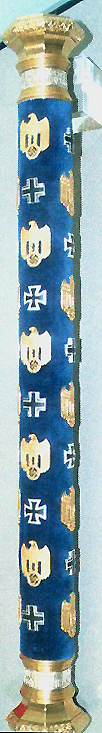
Replica bastonului de mareşal al lui Generalfeldmarschall Wolfram von Richthofen (Al treilea Reich)

General feldmareșal (în germană: Generalfeldmarschall  ascultă (ajutor·info)) a fost un grad militar din armata câtorva state germane, a Sfântului Imperiu Roman și a Imperiului Austro-Ungar. Rangul este echivalentul gradului de Amiral din armata navală a Germaniei.
Helmuth Karl Bernhard Graf von Moltke (1800 – 1891) a fost un general prusac, înaintat la gradul de Generalfeldmarschall, care, timp de 30 de ani, a fost Șeful Statului Major General (Großer Generalstab) al armatei prusace.
Karl Rudolf Gerd von Rundstedt (n. 12 decembrie 1875 - d. 4 februarie 1953) a fost unul dintre  Generalfeldmarschall-ii din armata germană în timpul celui de-al doilea război mondial.